# Ichneumon purgatorius
Ichneumon purgatorius är en stekelart som beskrevs av Müller 1776. Ichneumon purgatorius ingår i släktet Ichneumon och familjen brokparasitsteklar. Inga underarter finns listade i Catalogue of Life.